# Vanilla methonica
Vanilla methonica är en orkidéart som beskrevs av Heinrich Gustav Reichenbach och Josef Ritter von Rawicz Warszewicz. Vanilla methonica ingår i släktet Vanilla och familjen orkidéer. Inga underarter finns listade i Catalogue of Life.